# Lysá nad Labem
Lysá nad Labem (pronunție în cehă [ˈlɪsaː ˈnad labɛm], în germană Lissa an der Elbe) este un oraș și o comună în districtul Nymburk din regiunea Boemia Centrală din Cehia. Are o populație de aproximativ 10.000 de locuitori.
Se află pe malul drept al râului Elba. Centrul orașului este bine conservat și este protejat ca zonă de monumente urbane.

## Diviziuni administrative
Lysá nad Labem este alcătuit din patru diviziuni administrative (în paranteze este populația conform recensământului din 2021):
- Lysá nad Labem (7.962)
- Byšičky (125)
- Dvorce (176)
- Litol (1.596)

## Geografie

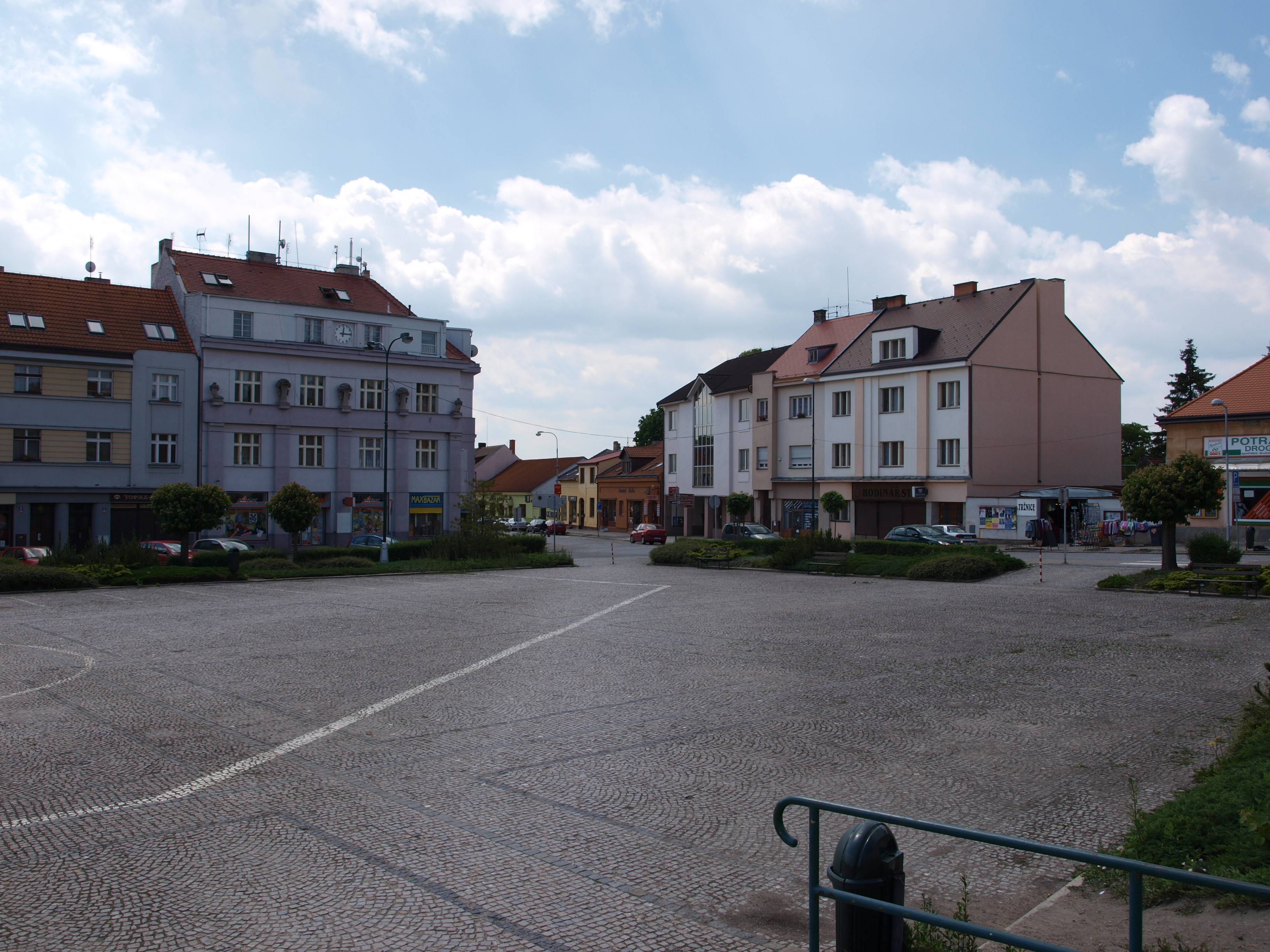
Piața Husovo

Lysá nad Labem se află la aproximativ 14 kilometri (9 mi) vest de Nymburk și la 20 kilometri (12 mi) nord-est de capitala Praga. Se află în mare parte în câmpia joasă a Podișului Elba Centrală, în regiunea Polabí⁠(d), doar partea de nord a teritoriului comunei se extinde în Podișul Jizera. Cel mai înalt punct al comunei este dealul Šibák, aflat la 228 metri (748 ft) deasupra nivelului mării. Orașul se află pe malul drept al râului Elba.

## Istorie

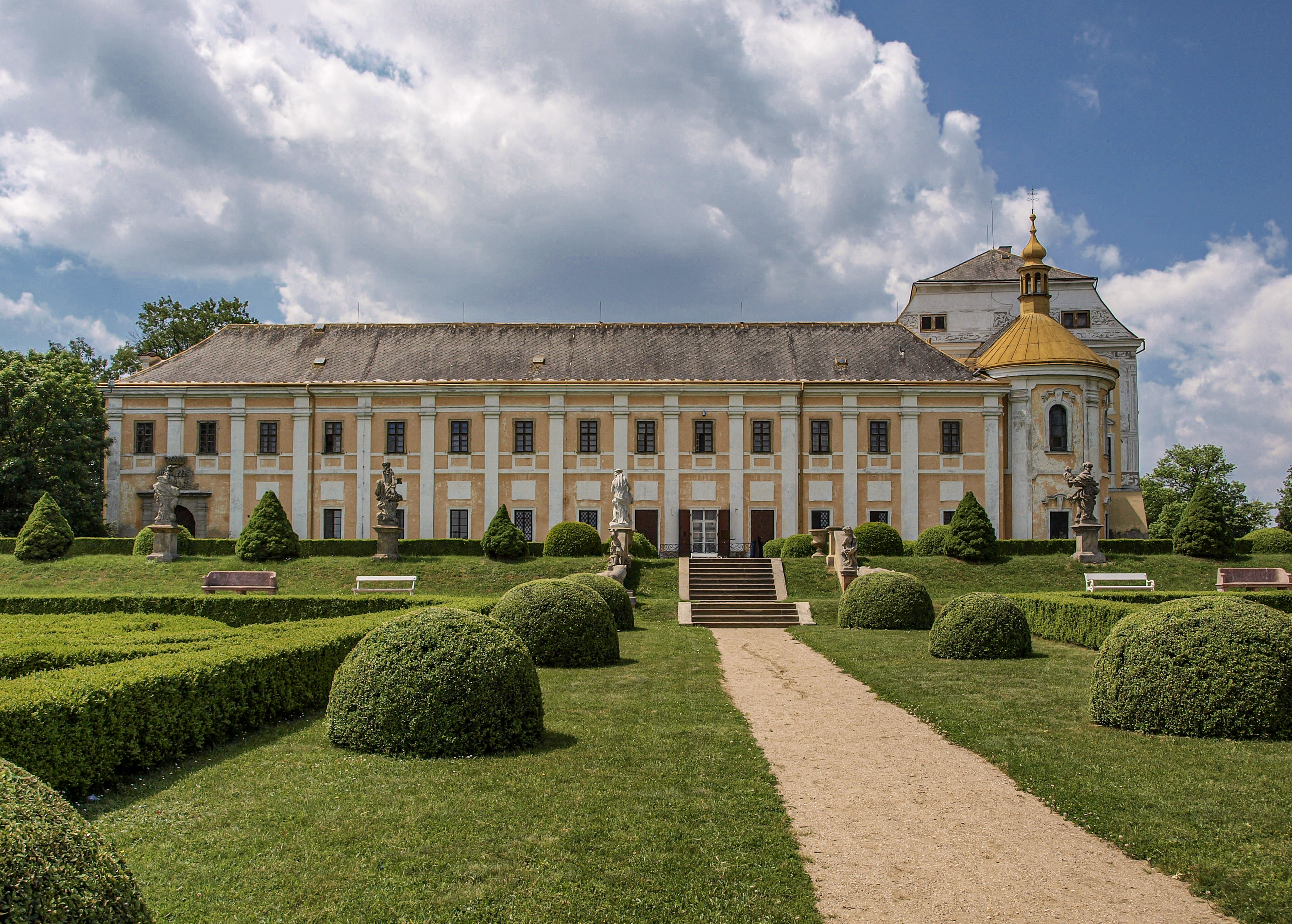
Castelul Lysá nad Labem

Lysá nad Labem a fost menționat pentru prima dată în Chronica Boemorum⁠(d), existența sa fiind menționată în 1034. În secolul al XIII-lea, aici a fost construit un castel, iar până la domnia casei de Luxemburg, orașul a fost proprietatea reginelor cehe. Încă din 1291, există dovezi că Lysá a fost un oraș. În acel an, regina Iuditha de Habsburg a emis o cartă pentru a uni așezările domeniului Lysá într-o singură unitate economică.
În timpul Războaielor Husite, orașul a suferit mult. La cumpăna dintre secolele al XV-lea și al XVI-lea, familia Smiřický din Smiřice⁠(d) a reconstruit castelul dărăpănat în stil gotic târziu. În 1548, împăratul Ferdinand I a adăugat Lysá în stăpânirea sa intimă ca centru de vânătoare. După un incendiu puternic, a reconstruit castelul în stil renascentist.
Dezvoltarea durabilă a orașului a fost întreruptă de Războiul de Treizeci de Ani. În 1647, Lysá a fost cumpărat de generalul imperial Johann von Sporck⁠(d), iar apoi orașul a început să se dezvolte. După moartea generalului, fiul său, Franz Anton von Sporck⁠(d), a început să domnească. El a făcut cele mai importante schimbări în 1696, când mănăstirea augustiniană a fost restaurată și a fost construită noua biserică parohială precum și Capela celor Trei Regi.
În 1950, comuna Litol a fost unită cu orașul Lysá.

## Transporturi

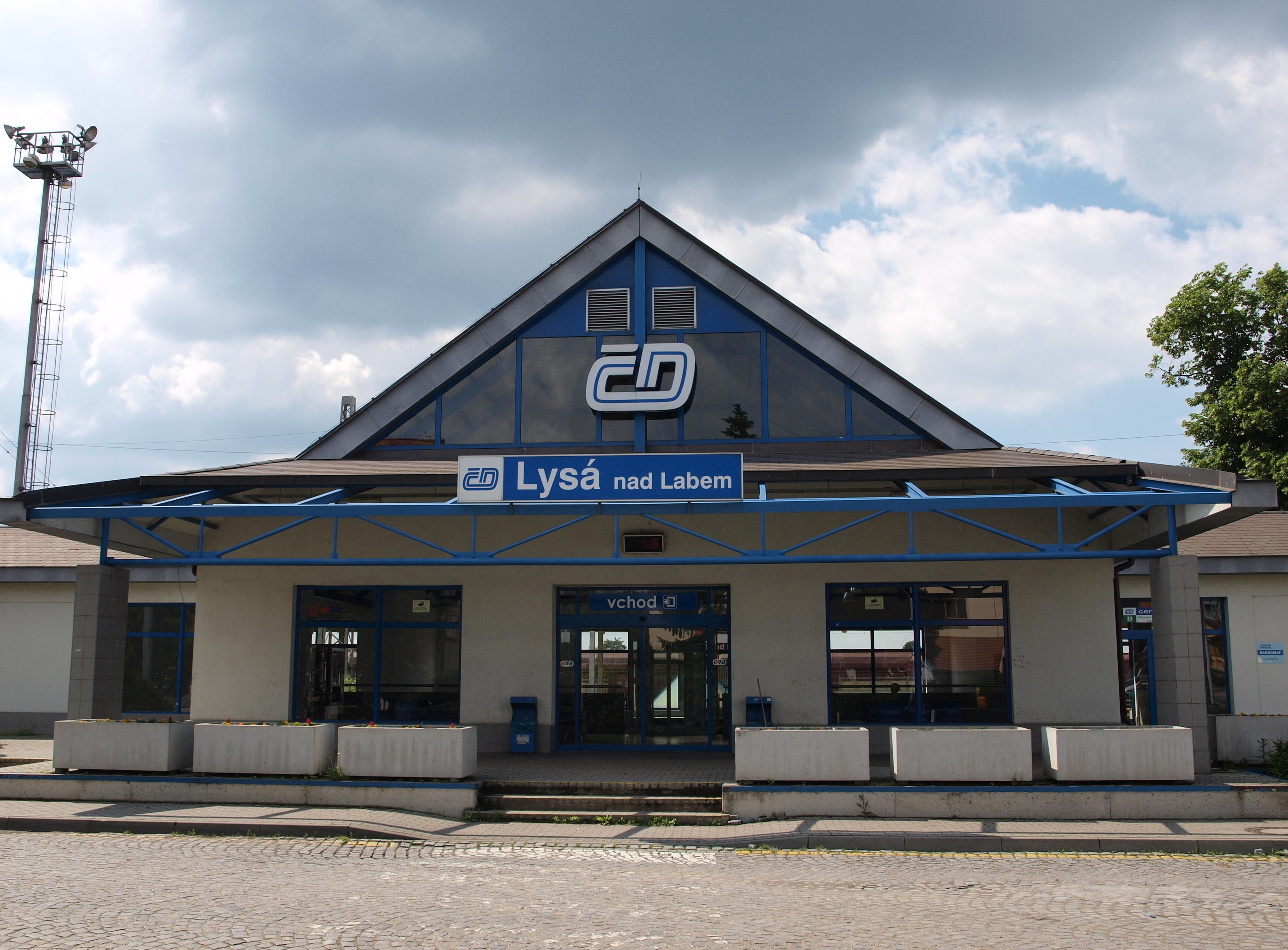
Gara Lysá nad Labem

Lysá nad Labem este un important nod în rețeaua feroviară a Cehiei. Este situat la intersecția rutelor spre și dinspre Kolín – Praga / Ústí nad Labem. În plus, există o cale ferată locală cu o singură Linie⁠(d) către Milovice, care pleacă din aceeași gară.

## Cultură
Lysá nad Labem este cunoscut pentru hipodromul și terenul său expozițional, unde se organizează numeroase expoziții tematice pe tot parcursul anului.

## Obiective turistice

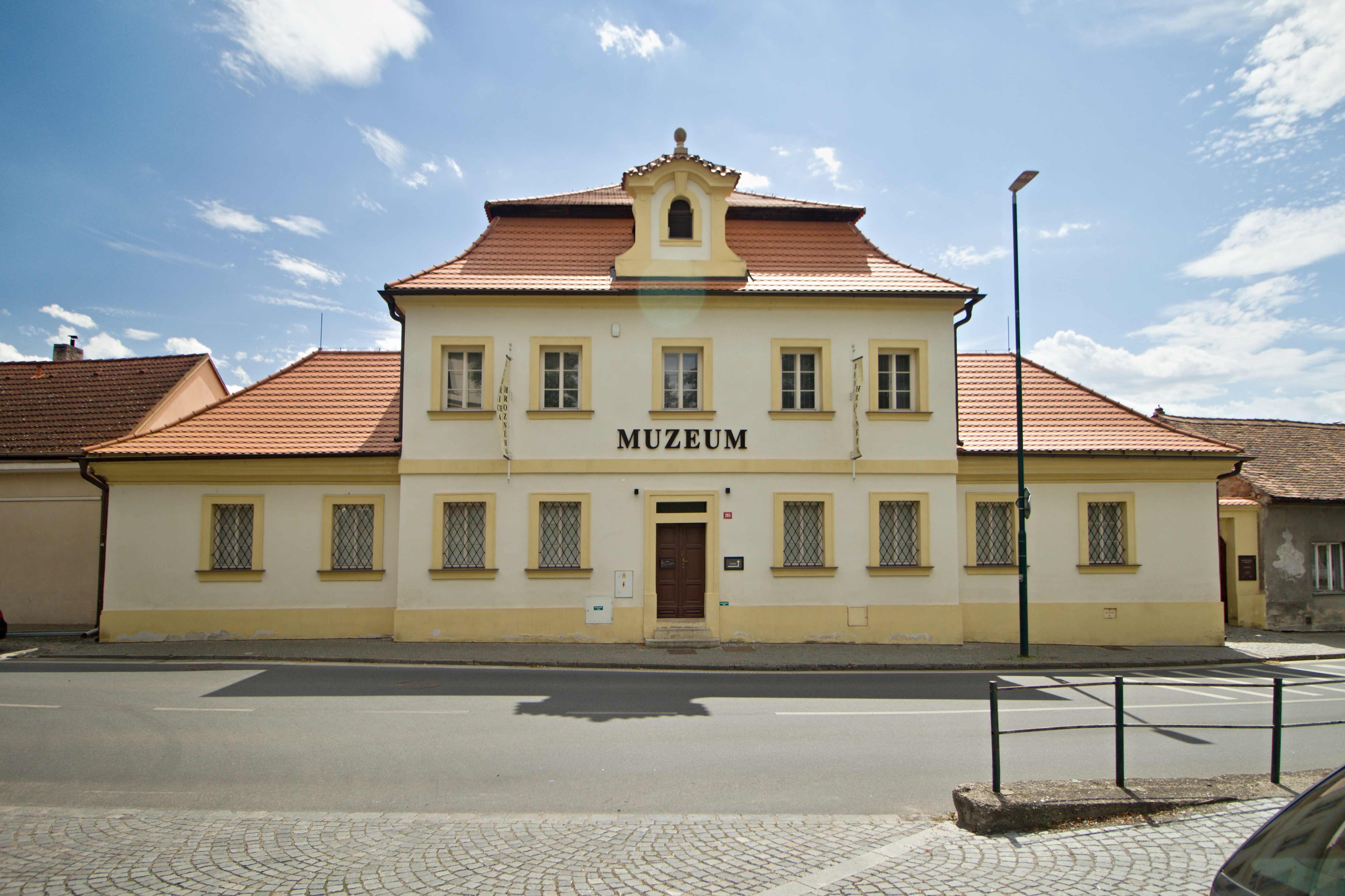
Muzeul Bedřich Hrozný (lingvist și orientalist de origine cehă, care a pus bazele hititologiei, fiind primul care a reușit să descifreze limba hitită)

Clădirile notabile ale orașului sunt mănăstirea augustiniană, care este învecinată cu castelul baroc, care are un parc de castel valoros, și biserica barocă „Sfântul Ioan Botezătorul”. 
Monumentele baroce au fost ridicate în perioada domniei contelui Franz Anton von Sporck, care a invitat mai mulți artiști baroci în oraș. Cel mai faimos dintre aceștia a fost sculptorul Matthias Braun. Braun împreună cu elevii săi a sculptat mai multe statui din oraș, multe dintre ele decorând parcul castelului. În prezent, castelul este un azil de bătrâni, dar parcul castelului, care se întinde pe 21 de hectare, este deschis publicului.
Muzeul Bedřich Hrozný are o expoziție într-o clădire barocă recent reconstruită, care este un monument cultural. Expoziția se concentrează pe istoria regională, pe zona Orientului Apropiat antic și pe activitatea științifică a lui Bedřich Hrozný, care a fost un lingvist și orientalist de origine cehă, care a pus bazele hititologiei, fiind primul care a reușit să descifreze limba hitită.

## Persoane notabile
- Franz Anton von Sporck⁠(d) (1662–1738), literat și patron al artelor
- Bedřich Hrozný (1879–1952), orientalist și lingvist
- František Janouch⁠(d) (1931–2024), fizician nuclear

## Orașe înfrățite–orașe gemene
Lysá nad Labem este înfrățit cu:
- Břeclav, Cehia
- Głogów Małopolski⁠(d), Polonia
- Kukeziv, Ucraina